# Subotnîk, Djankoi
Subotnîk (în ucraineană Суботник) este un sat în comuna Maslove din raionul Djankoi, Republica Autonomă Crimeea, Ucraina.

## Demografie
Componența lingvistică a localității Subotnîk
     Rusă (36,9%)
     Ucraineană (33,67%)
     Tătară crimeeană (27,42%)
     Alte limbi (0,2%)
Conform recensământului din 2001, nu exista o limbă vorbită de majoritatea populației, aceasta fiind compusă din vorbitori de rusă (36,9%), ucraineană (33,67%) și tătară crimeeană (27,42%).